# Un fidanzato venuto dal futuro
Un fidanzato venuto dal futuro (My Future Boyfriend) è un film per la televisione di fantascienza del 2011 diretto da Michael Lange, con Sara Rue e Barry Watson.

## Trama
Nel lontano anno 3127, durante un'esplorazione del fondale dell'Oceano Pacifico ormai quasi del tutto prosciugato, il giovane archeologo e antropologo P-A-X-497/341, soprannominato semplicemente Pax , vive in un mondo perfetto e ordinato, ma privo di sentimenti autentici come l’amore o la passione. La scoperta di un antico libro, "Amore proibito", scritto nel 2011 da una giovane autrice di romanzi rosa, Elizabeth Barrett, lo spinge a mettere in discussione le fondamenta della sua società. Determinato a comprendere i sentimenti descritti in quelle pagine, Pax ottiene l'autorizzazione ad effettuare un viaggio nel tempo per incontrare di persona l'autrice e osservare da vicino quel misterioso concetto chiamato “amore”. Giunto nella New Orleans del 2011, Pax si ritrova in un mondo caotico ma affascinante, lontano anni luce dai protocolli e dalla razionalità del suo tempo. Elizabeth lavora per un giornale che si occupa di notizie inventate e, nel tempo libero, coltiva la sua passione per la scrittura. Quando Pax si presenta a lei come un curioso "viaggiatore", la giovane lo prende inizialmente per uno squilibrato, ma la sua gentilezza, sincerità e ingenua curiosità nei confronti del mondo moderno cominciano lentamente a conquistarla. Tuttavia, la situazione si complica quando entra in scena Richard, il fidanzato di Elizabeth, e quando Pax inizia a perdere di vista il limite di tempo che gli era stato concesso per la sua missione. Il suo mentore e amico Bob è costretto a seguirlo nel passato per riportarlo indietro, ma Pax è ormai profondamente cambiato: l’amore per Elizabeth ha lasciato un’impronta indelebile nel suo cuore, e l’idea di lasciarla per sempre lo tormenta. Mentre si confronta con le emozioni che la sua epoca aveva cercato di cancellare, Pax deve decidere se seguire la ragione o abbandonarsi ai sentimenti che ha imparato a conoscere. Intanto Elizabeth stessa, divisa tra il suo presente e l’inspiegabile attrazione per quel misterioso straniero, si ritrova a dover fare chiarezza su ciò che davvero conta nella sua vita.